# Сандро Куомо
Сандро Куомо (італ. Sandro Cuomo, нар. 21 жовтня 1962, Неаполь, Італія) — італійський фехтувальник на шпагах, олімпійський чемпіон (1996 рік) та бронзовий (1984 рік) призер Олімпійських ігор, триразовий чемпіон світу.

## Виступи на Олімпіадах
| Олімпіада         | Дисципліна          | Місце |
| ----------------- | ------------------- | ----- |
| Лос-Анджелес 1984 | індивідуальна шпага | 14    |
| Лос-Анджелес 1984 | командна шпага      | 3     |
| Сеул 1988         | індивідуальна шпага | 4     |
| Сеул 1988         | командна шпага      | 4     |
| Барселона 1992    | індивідуальна шпага | 26    |
| Барселона 1992    | командна шпага      | 5     |
| Атланта 1996      | індивідуальна шпага | 5     |
| Атланта 1996      | командна шпага      | 1     |